# Discografia dei Neck Deep
La discografia dei Neck Deep, gruppo musicale gallese attivo dal 2012, si compone di cinque album in studio, una raccolta, sette EP (di cui uno split) e ventiquattro singoli.

## Album

### Album in studio
| Titolo                          | Dettagli                                                                                           | Classifiche | Classifiche | Classifiche | Classifiche | Vendite        |
| Titolo                          | Dettagli                                                                                           | UK          | AUS         | BEL         | USA         | Vendite        |
| ------------------------------- | -------------------------------------------------------------------------------------------------- | ----------- | ----------- | ----------- | ----------- | -------------- |
| Wishful Thinking                | - Pubblicato: 14 gennaio 2014 - Etichetta: Hopeless (HR787) - Formati: CD, download digitale, LP   | 108         | —           | —           | —           |                |
| Life's Not out to Get You       | - Pubblicato: 14 agosto 2015 - Etichetta: Hopeless (HR 21561) - Formati: CD, download digitale, LP | 8           | 28          | 87          | 17          | - U.S.: 13,066 |
| The Peace and the Panic         | - Pubblicato: 18 agosto 2017 - Etichetta: Hopeless - Formati: CD, download digitale, LP            | 4           | 8           | 39          | 4           | - U.S.: 29,000 |
| All Distortions Are Intentional | - Pubblicato: 24 luglio 2020 - Etichetta: Hopeless - Formati: CD, download digitale, LP            | 4           | 46          | —           | 64          |                |
| Neck Deep                       | - Pubblicato: 19 gennaio 2024 - Etichetta: Hopeless - Formati: CD, download digitale, LP           | —           | —           | —           | —           |                |

### Raccolte
| Titolo                                  | Dettagli |
| --------------------------------------- | --- |
| Rain in July/A History of Bad Decisions | - Pubblicato: 19 febbraio 2013 - Etichetta: Pinky Swear (PSR-047/048) Hopeless Records(HR795-2) - Formati: CD, download digitale, vinile 12" |

## Extended play
| Titolo                     | Dettagli |
| -------------------------- | --- |
| Rain in July               | - Pubblicato: 11 settembre 2012 - Etichetta: We Are Triumphant (WAT011-CD) - Formati: MC, CD, download digitale, vinile 12" |
| A History of Bad Decisions | - Pubblicato: 19 febbraio 2013 - Etichetta: indipendente - Formati: download digitale                                       |
| Serpents                   | - Pubblicato: 18 marzo 2016 - Etichetta: Hopeless Records - Formati: download digitale                                      |
| December                   | - Pubblicato: 18 luglio 2016 - Etichetta: Hopeless Records - Formati: download digitale, vinile                             |
| In Bloom: Versions         | - Pubblicato: 1º agosto 2018 - Etichetta: Hopeless Records - Formati: download digitale                                     |
| Live From Lockdown         | - Pubblicato: 22 luglio 2021 - Etichetta: Hopeless Records - Formati: download digitale                                     |

### EP split
| Titolo                          | Dettagli |
| ------------------------------- | --- |
| Tour Split (con i Knuckle Puck) | - Pubblicato: 25 febbraio 2014 - Etichetta: Bad Timing/Hopeless (BTR-004/NDKP) - Formati: download digitale, flexy-disc 7" |

## Singoli
| Titolo                                           | Anno | Album di provenienza                     |
| ------------------------------------------------ | ---- | ---------------------------------------- |
| Crushing Grief (No Remedy)                       | 2013 | Wishful Thinking                         |
| Growing Pains                                    | 2013 | Wishful Thinking                         |
| Boulevard of Broken Dreams (cover dei Green Day) | 2014 | Kerrang! Does Green Day's American Idiot |
| Losing Teeth                                     | 2014 | Wishful Thinking                         |
| Can't Kick Up the Roots                          | 2015 | Life's Not out to Get You                |
| Gold Steps                                       | 2015 | Life's Not out to Get You                |
| Serpents                                         | 2016 | Life's Not out to Get You                |
| Where Do We Go When We Go                        | 2017 | The Peace and the Panic                  |
| Happy Judgement Day                              | 2017 | The Peace and the Panic                  |
| Motion Sickness                                  | 2017 | The Peace and the Panic                  |
| In Bloom                                         | 2017 | The Peace and the Panic                  |
| She's a God                                      | 2019 | —                                        |
| Lowlife                                          | 2020 | All Distortions Are Intentional          |
| When You Know                                    | 2020 | All Distortions Are Intentional          |
| Fall                                             | 2020 | All Distortions Are Intentional          |
| I Revolve (Around You)                           | 2020 | All Distortions Are Intentional          |
| Sick Joke                                        | 2020 | All Distortions Are Intentional          |
| Flagpole Sitta (cover di Harvey Danger)          | 2020 | —                                        |
| STFU                                             | 2022 | —                                        |
| Heartbreak of the Century                        | 2023 | Neck Deep                                |
| Take Me With You                                 | 2023 | Neck Deep                                |
| It Won't Be Like This Forever                    | 2023 | Neck Deep                                |
| We Need More Bricks                              | 2023 | Neck Deep                                |
| Dumbstruck Dumbf**k                              | 2024 | Neck Deep                                |

## Videografia

### Video musicali
| Titolo                                | Anno | Regista                      |
| ------------------------------------- | ---- | ---------------------------- |
| A Part of Me                          | 2012 | Foam Productions             |
| I Couldn't Wait to Leave 6 Months Ago | 2012 | Matt West e Mark Brenner     |
| Over and Over                         | 2013 | Adam Davies                  |
| Crushing Grief (No Remedy)            | 2013 | N.D.                         |
| Growing Pains                         | 2013 | LOVE Vis-Art                 |
| Losing Teeth                          | 2014 | N.D.                         |
| Can't Kick Up the Roots               | 2015 | Daniel Broadley              |
| Gold Steps                            | 2015 | Kyle Thrash                  |
| Smooth Seas Don't Make Good Sailors   | 2015 | Joshua Halling               |
| Kali Ma                               | 2016 | Elliott Ingham               |
| Serpents                              | 2016 | Miguel Barbosa               |
| December (feat. Chris Carrabba)       | 2016 | Daniel Broadley              |
| December (feat. Mark Hoppus)          | 2016 | Daniel Broadley              |
| Where Do We Go When We Go             | 2017 | Anthem Films                 |
| Happy Judgement Day                   | 2017 | Dan Fusselman                |
| Motion Sickness                       | 2017 | Elliott Ingham               |
| In Bloom                              | 2017 | Lewis Cater                  |
| Parachute                             | 2017 | Lewis Cater                  |
| Don't Wait                            | 2018 | Our World Is Grey            |
| She's a God                           | 2019 | Our World Is Grey            |
| Lowlife                               | 2020 | YHELLOW                      |
| When You Know                         | 2020 | Elliott Ingham               |
| Fall                                  | 2020 | Elliott Ingham e Chrisblockd |
| I Revolve (Around You)                | 2020 | Félix Kerjean                |
| Sick Joke                             | 2020 | Elliott Ingham e Chrisblockd |
| STFU                                  | 2022 | Max Moore                    |
| Heartbreak of the Century             | 2023 | Max Moore                    |
| Take Me With You                      | 2023 | Olli AppleYard               |
| It Won't Be Like This Forever         | 2023 | Max Moore                    |
| Dumbstruck Dumbf**k                   | 2024 | Nick Suchak                  |
| Sort Yourself Out                     | 2024 | N.D.                         |

## Partecipazioni a compilation
| Brano                                            | Anno | Album                                    |
| ------------------------------------------------ | ---- | ---------------------------------------- |
| Boulevard of Broken Dreams (cover dei Green Day) | 2014 | Kerrang! Does Green Day's American Idiot |
| Juneau (cover dei Funeral for a Friend)          | 2015 | Worships and Tributes                    |
| Don't Tell Me It's Over (cover dei blink-182)    | 2015 | Kerrang! Ultimate Rock Heroes!           |
| Mileage                                          | 2015 | 2015 Warped Tour Compilation             |
| Torn (cover di Natalie Imbruglia)                | 2018 | Songs That Saved My Life                 |